# Axe
Axe — французский бренд парфюмерно-косметических товаров, принадлежащий британско-нидерландской компании Unilever.

## История и продукция

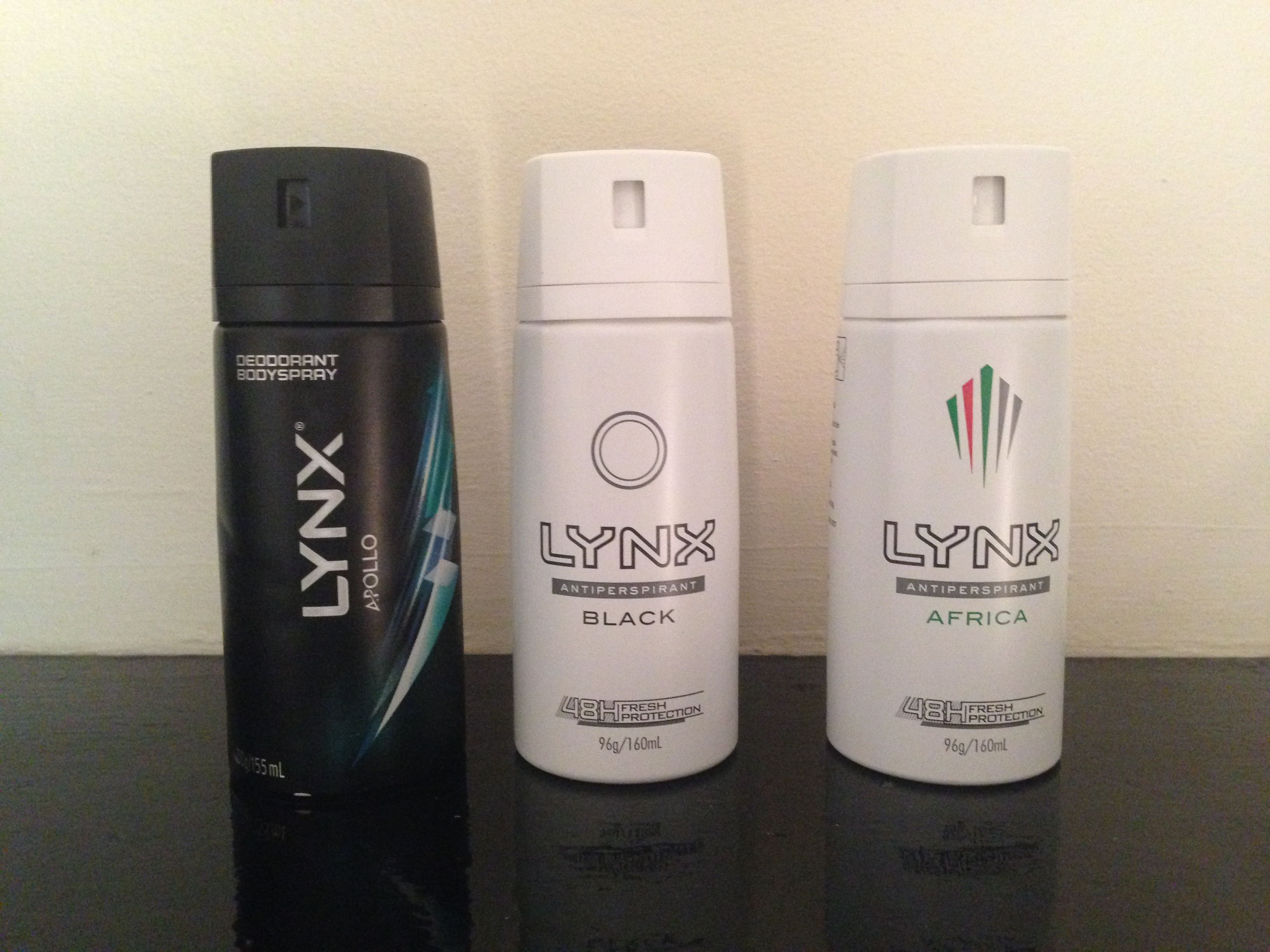
Дезодоранты Lynx

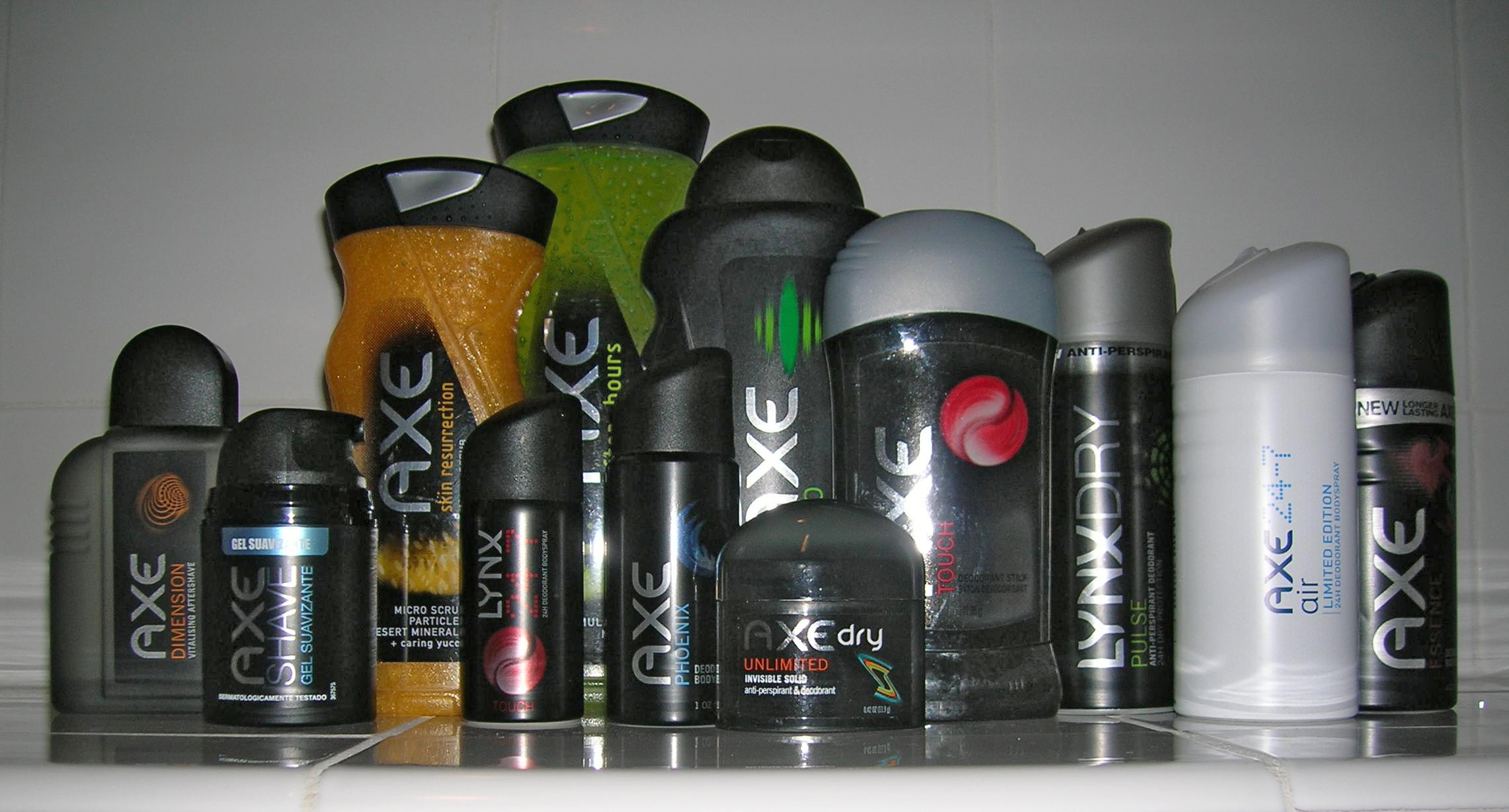
Продукция Axe

Axe был выпущен во Франции в 1983 году. Unilever была вынуждена использовать название Lynx в Великобритании, Ирландии, Австралии и Новой Зеландии из-за проблем с товарным знаком Axe. Кроме того, в некоторых странах (например, Южная Африка) бренд называется EGO.
Помимо дезодорантов под брендом Axe выпускаются шампуни и инструменты для чистки душа (Axe Detailer).
В 2024 году компания Unilever продала свою российскую «дочку» местной компании «Арнест».

## Конфликты
Негативную огласку вызвала реклама Axe, поощряющая сексуальную распущенность и сексизм.
12 января 2008 года 12-летний Дэниел Херли из Дербишира, Англия, скончался в больнице через пять дней после того, как потерял сознание в своем доме. Медицинский коронер постановил, что он страдал аритмией и умер от сердечной недостаточности в результате распыления большого количества Lynx в замкнутом пространстве. 
В социальных сетях появились видео, где подростки поджигают себя после того, как обрызгиваются Axe. После нескольких инцидентов компания создала две рекламы: в одной говорилось о том, что не следует использовать Axe в качестве ингалянта, а в другой предупреждается о его воспламеняемости.

### Axe Apollo Space Academy (AASA)
Unilever инициировала маркетинговую кампанию, в рамках которой компания выбирала людей для участия во всемирном конкурсе, в рамках которого участники могли стать астронавтами, которые могли выполнить полёт на борту космического корабля XCOR Lynx. 5 декабря 2013 года Unilever объявила 23 победителей. Полёт не состоялся из-за банкротства XCOR Aerospace в 2017 году.